# Høgesyn
Høgesyn är en bergstopp i Antarktis. Den ligger i Östantarktis. Norge gör anspråk på området. Toppen på Høgesyn är 2 640 meter över havet, eller 764 meter över den omgivande terrängen. Bredden vid basen är 4,8 km.
Terrängen runt Høgesyn är kuperad västerut, men österut är den bergig. Trakten är obefolkad. Det finns inga samhällen i närheten. 